# San Rafael (Mendoza)

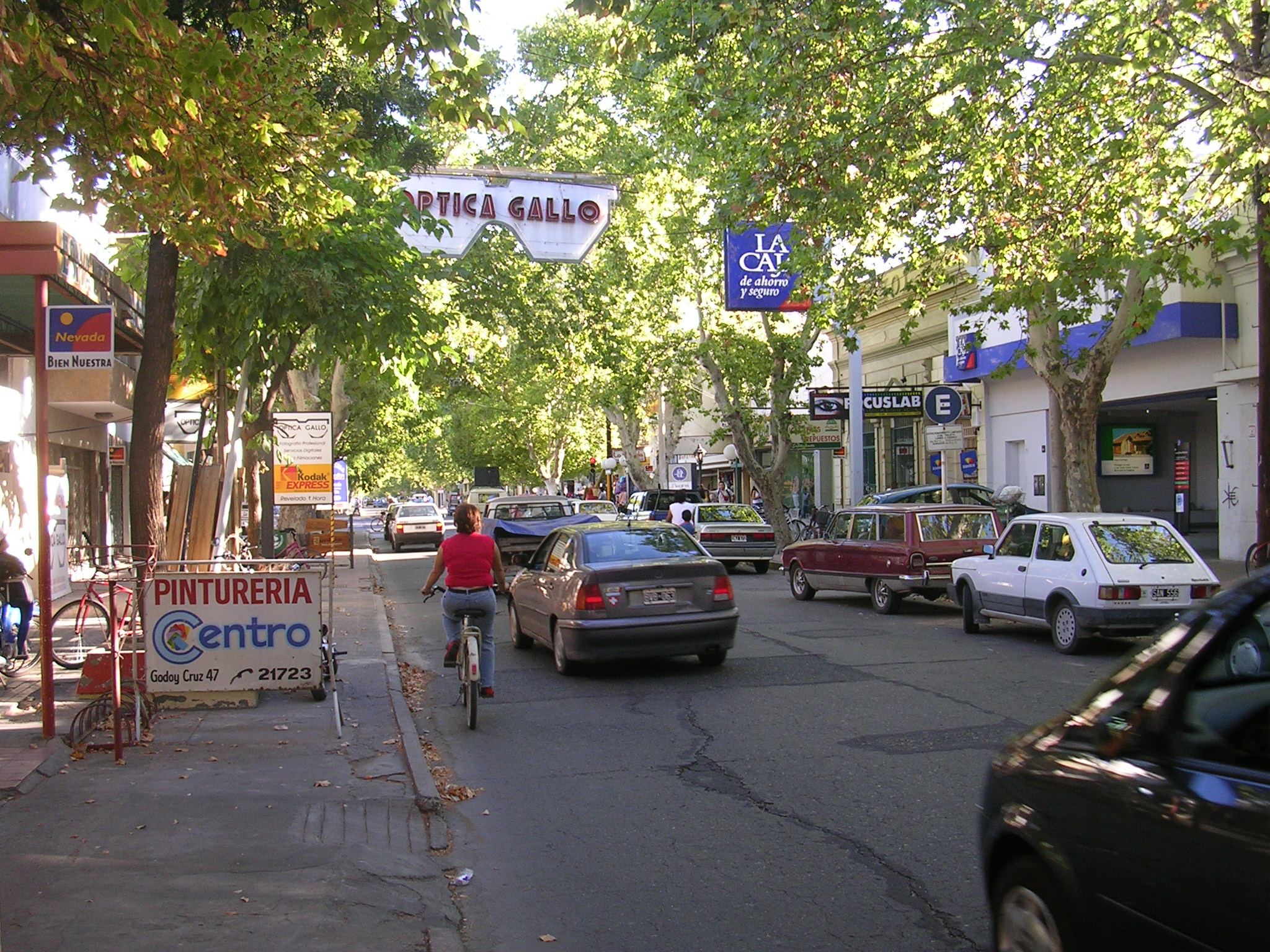
San Rafael

San Rafael is een plaats in het Argentijnse bestuurlijke gebied San Rafael in de provincie Mendoza. De plaats telt 158.266 inwoners.
De stad is sinds 1961 de zetel van het rooms-katholieke bisdom San Rafael.

## Geboren in San Rafael
- Roque Avallay (1945), voetballer